# Falcon Entertainment
Falcon Entertainment (més conegut com a Falcon Studios), té la seva base a San Francisco, Califòrnia, i és un dels majors productors de pel·lícules pornogràfiques gais. Va ser fundat l'any 1971 per Chuck Holmes, Falcon és un dels noms més reconeguts del porno gai. Actualment, els amos dels seus tres principals competidors a Amèrica, Hot House Entertainment, Colt Studio Group, i Catalina Video van ser directors que van treballar a Falcon Studios.